# Dinho (futebolista)
Edi Wilson José dos Santos, mais conhecido como Dinho (Neópolis, 15 de outubro de 1966), é um treinador e ex-futebolista e atualmente político brasileiro. Nascido em Sergipe, o volante, ex-Confiança, Sport, São Paulo, Santos e Grêmio, reside na zona norte de Porto Alegre.

## Carreira

### Como jogador
Iniciou sua carreira de atleta em 1985, no Confiança, clube da cidade de Aracaju. Em 1986, foi campeão sergipano e depois se transferiu para o Sport, onde sagrou-se campeão brasileiro em 1987 e campeão pernambucano em 1988 e 1990. No início da década de 1990, atuou brevemente no futebol espanhol pelo time do Deportivo La Coruña.
Em 1992, chegou ao São Paulo, clube em que conquistou dois títulos da Libertadores da América e dois Mundiais Interclubes, em 1992 e 1993. Segundo o "Almanaque do São Paulo", de Alexandre da Costa, o volante disputou 113 jogos pelo time são-paulino e marcou 12 gols.
Foi negociado com o Santos, em 1994, mas não conseguiu adaptar-se ao clube praiano. Então, no mesmo ano, o Grêmio, contratou Dinho. O jogador se adaptou rapidamente ao clube gaúcho. No Tricolor, venceu uma Copa do Brasil, uma Libertadores da América, a Recopa Sul-Americana de 1996, além do Campeonato Brasileiro deste mesmo ano. No âmbito regional, venceu o Campeonato Gaúcho de Futebol de 1995 e de 1996.
Dinho também era conhecido como "O Cangaceiro dos Pampas", por causa de suas chegadas duras, algumas vezes violentas. É considerado pela maioria dos gremistas como um dos melhores jogadores que já passaram pelo Grêmio, sendo fundamental na conquista da Libertadores da América. Eis aqui um relato do jogador Dinho: "Não gosto de ver esse Robinho, que pedala e não sai do lugar. Pra que isso? Se for em direção ao gol, tudo bem, mas pedalar por pedalar… Se fosse comigo, se ele pedalasse na minha frente, eu dava uma machadada no pescoço dele. Ele não ia se meter comigo, pode acreditar. Pergunta pro Denílson, pro Sávio e pro Edmundo, que são habilidosos e jogavam no meu tempo. Vê se eles faziam firula na minha frente."
Na temporada 1998, Dinho seria um dos líderes do elenco, que comandaria o jovem time do Grêmio, na Libertadores da América do ano. Porém passou por um fato inusitado: Antes do início da competição, o volante e ídolo da torcida, foi dispensado pela direção. Porém, o modo da dispensa foi um tanto quanto diferente do normal. O então presidente gremista, Cacalo, dispensou o atleta por um telefonema. Essa foi uma das proezas da Gestão Cacalo, que criou polemica também em outras oportunidades, como a dispensa do então veterano zagueiro Mauro Galvão, com 36 anos. A diretoria acusou que o zagueiro estaria velho demais para o clube. No entanto, Mauro ainda jogou profissionalmente até 2002, tendo vencido ainda diversos campeonatos como a Copa Libertadores, Campeonato Brasileiro, Copa Mercosul (com o Vasco da Gama) e Copa do Brasil e Campeonato Gaúcho (na sua volta ao Grêmio na temporada 2001).
Ainda em 1998, foi para o América Mineiro. Encerrou sua trajetória como jogador profissional no Novo Hamburgo, no ano de 2002.

### Como técnico
Após pendurar as chuteiras, não abandonou o futebol e virou treinador.
Na temporada 2006 inicia como treinador, no Luverdense, equipe do Mato Grosso. aonde ficou até maio do mesmo ano.
Em 2008, ele assumiu o comando das categorias de base do Grêmio de Porto Alegre.

## Características
Desempenhou funções diferentes em sua carreira como volante. No São Paulo, de Telê Santana, ele era mais técnico, fazendo a função de um segundo volante, com mais saída de bola, onde chegava mais vezes ao ataque.
Já no Grêmio, por influência do Felipão, passou a atuar mais atrás, cobrindo a zaga, como um cão de guarda, de primeiro volante. Foi aí que pegou a pecha de jogador violento, pois chegava duro nos adversários. 
Tinha um potente chute de fora da área, tanto pra cobrar faltas, como com a bola rolando.

## Polêmicas
O estilo de marcação forte rendeu alguns episódios polêmicos, como a briga com o ex-meia Válber, em um duelo entre o time gaúcho e o Palmeiras, pelas quartas de final da Libertadores de 1995. Mas a rusga não parou por ali. Anos depois, Válber foi jogar no Internacional e passou então a morar em Porto Alegre. Os dois se encontraram em uma boate e voltaram a trocar agressões, sendo separados apenas pelos seguranças, diz o ex-jogador. Mas o ex-volante diz que a rusga ficou pra trás e que ambos fizeram as pazes em um encontro no Nordeste. "Os seguranças da boate apartaram a briga. Mas dois anos depois, por meio de um amigo nosso, em uma praia do Recife, nós resolvemos parar com isso e ficou tudo tranquilo", continuou.

## Títulos
Como jogador
Confiança
- Campeonato Sergipano:1986

Sport
- Campeonato Brasileiro: 1987
- Campeonato Brasileiro Série B: 1990
- Campeonato Pernambucano:1988 e 1991

São Paulo
- Campeonato Paulista:1992[7]
- Taça Libertadores da América:1992 e 1993
- Copa Intercontinental:1992 e 1993
- Recopa Sul-Americana:1993
- Supercopa Libertadores:1993

Grêmio
- Copa do Brasil: 1997
- Campeonato Gaúcho:1995 e 1996
- Taça Libertadores da América:1995
- Copa Sanwa Bank: 1995
- Recopa Sul-Americana:1996
- Campeonato Brasileiro:1996

## Entrada na política
Assim como seus ex-colegas de Grêmio Danrlei e Jardel, Dinho decidiu apostar na política. No pleito de 2012, tentou uma cadeira na Câmara Municipal de Porto Alegre, pelo DEM, não sendo eleito diretamente. Assumiu como suplente de vereador em julho de 2013, no lugar de Reginaldo Pujol, que tirou alguns dias de licença da Câmara para tratamento de saúde.
Em 2014, concorreu ao cargo de deputado estadual no Rio Grande do Sul, dessa vez pelo PRB. Com 6.414 votos obtidos, novamente não foi eleito.
Passado o pleito de 2014, assumiu uma vaga de vereador na Câmara de Porto Alegre, no lugar de Any Ortiz (PPS, partido da mesma coalizão do PRB), a qual foi eleita deputada estadual. 
Retornou ao DEM para tentar a reeleição em 2016, no mesmo partido que o elegeu vereador em 2012.